# Liste der Baudenkmäler in Erlangen-Hüttendorf
In der Liste der Baudenkmäler in Hüttendorf sind die Baudenkmäler im Erlanger Ortsteil Hüttendorf aufgelistet. Zu diesen Baudenkmälern gibt es auch eine Bildersammlung.
Diese Liste ist eine Teilliste der Liste der Baudenkmäler in Erlangen. Grundlage der Liste ist die Bayerische Denkmalliste, die auf Basis des bayerischen Denkmalschutzgesetzes vom 1. Oktober 1973 erstmals erstellt wurde und seither durch das Bayerische Landesamt für Denkmalpflege geführt und aktualisiert wird. Die folgenden Angaben ersetzen nicht die rechtsverbindliche Auskunft der Denkmalschutzbehörde.

## Baudenkmäler
| Lage                             | Objekt                | Beschreibung | Akten-Nr.               | Bild                 |
| -------------------------------- | --------------------- | --- | ----------------------- | -------------------- |
| Hüttendorfer Straße (Standort)   | Kriegerdenkmal        | Stele mit Obelisk und klassizierendem Relief, umgittert, um 1920/25 von Karl May | D-5-62-000-879 Wikidata | weitere Bilder       |
| Hüttendorfer Straße 3 (Standort) | Bauernhaus            | Erdgeschossiger Sandsteinquaderbau mit Ziergiebel, bezeichnet „1787“ | D-5-62-000-874 Wikidata | weitere Bilder       |
| Hüttendorfer Straße 7 (Standort) | Ehemaliges Hirtenhaus | Erdgeschossiger Sandsteinquaderbau, bezeichnet „1859“ | D-5-62-000-876 Wikidata | weitere Bilder       |
| Laubweg 6 (Standort)             | Bauernhaus            | Erdgeschossiger Sandsteinquaderbau, bezeichnet „1805“ | D-5-62-000-878 Wikidata | Bauernhaus           |
| Vacher Straße 11 (Standort)      | Bauernhof             | Wohnstallhaus, Ziegelsteinbau mit Hausteingliederung, Stallanbau, 1903 Mit Gedenktafeln für den General im Amerikanischen Unabhängigkeitskrieg Johann von Kalb, im Giebel in Stein, Ende 19. Jahrhundert, neben der Haustür, gegossen, 1960 Wirtschaftsgebäude, Ziegelsteinbau und Fachwerkkniestock, 1905 Sandsteinscheune, 1902 hier wieder errichtet | D-5-62-000-880 Wikidata | weitere Bilder       |
| Vacher Straße 24 (Standort)      | Ehemaliges Schulhaus  | Zweigeschossiges Backsteingebäude, Hausteingliederung, gegen 1900 | D-5-62-000-882 Wikidata | Ehemaliges Schulhaus |

## Abgegangene Baudenkmäler
In diesem Abschnitt sind Objekte aufgeführt, die früher einmal in der Denkmalliste eingetragen waren, jetzt aber nicht mehr existieren, z. B. weil sie abgebrochen wurden. Aktennummern in diesem Abschnitt sind ehemalige, jetzt nicht mehr gültige Aktennummern.

| Lage                             | Objekt     | Beschreibung | Akten-Nr.               | Bild    |
| -------------------------------- | ---------- | --- | ----------------------- | ------- |
| Hüttendorfer Straße 5 (Standort) | Bauernhaus | Erdgeschossiger Sandsteinquaderbau, 1854 | D-5-62-000-875 Wikidata | BW      |
| Hüttendorfer Straße 9 (Standort) | Bauernhaus | Frackdachhaus, verputzter Fachwerkbau, 18./19. Jahrhundert | D-5-62-000-877 Wikidata | BW      |
| Vacher Straße 22 (Standort)      | Haustür    | Aufgedoppelt, mit schmiedeeisernem Türklopfer, erste Hälfte 19. Jahrhundert. Das Haus Vacher Straße 22 wurde spätestens in den 1990er Jahren abgerissen und nicht wieder aufgebaut. Es befand sich auf dem Grundstück mit der Flurnummer 72 (siehe Koordinaten). Der Verbleib der Haustür ist derzeit unklar. | D-5-62-000-881 Wikidata | Haustür |